# Paul Smith (pianista)
Paul Smith (San Diego, 17 de abril de 1922 - Torrance, 29 de junio de 2013)  fue un pianista de jazz. Ha actuado en varios géneros de jazz, más típicamente bebop. Sin embargo, también se ha presentado en cool jazz, swing y pop tradicional.
Nació en San Diego, California. Después de presentarse en sus inicios con Johnny Richards en 1941 y pasar un par de años en el ejército, trabajó con Les Paul (1946-1947) y Tommy Dorsey (1947-1949), antes de mudarse a Los Ángeles y convertirse en un músico de sesión.
Smith grabó temas musicales con frecuencia, tanto con su trío y como solista. Además se ha presentado con artistas como Dizzy Gillespie, Anita O'Day, Buddy DeFranco, Louie Bellson, Steve Allen, Stan Kenton, Mel Tormé y otros.
Entre 1956 y 1978, Smith se desenvolvió como director de orquesta y pianista de Ella Fitzgerald.
Smith es autor de una serie de libros educativos y CD, la mayoría de los cuales se centran en explicar su enfoque particular del piano de jazz. Estaba casado desde hace más de 50 años con la cantante y pianista Annette Warren, con quien a menudo actuó y grabó.